# نازک علیا
نازک‌ علیا، مرکز بخش ارس از توابع شهرستان پلدشت استان آذربایجان غربی ایران است.
براساس سرشماری مرکز آمار ایران در سال ۱۳۹۵، جمعیت این شهر برابر با ۲٬۶۶۷ نفر (۸۲۹ خانوار) بوده‌است. 

## وجه تسميه
نازک را مي توان به نازيک (كه اسم نانی مشهور است و امروزه هم گندم و نان توليدی نازک در كل منطقه مشهور است) نسبت داد. برخي هم بر اين عقيده‌اند كه اين واژه يک عبارت ارمنی است.

## پیشینه
در اين بخش آثار تاريخی بسياری به جای مانده است كه تاكنون مطالعاتی بر روی آنها انجام نشده‌است. قابل ذکر می‌باشد که با توجه به شواهد و آثار موجود می‌توان قدمت این منطقه قدیمی را بیش از ۱۰۰۰ سال دانست. همچنین این مکان تاریخی دوبار زندگی را تجربه نموده است، یعنی اینکه این مکان در زمان‌های خیلی قدیم وجود داشته و بر اثر مرور زمان خالی از سکنه شده و دوباره شکل زندگی به خود گرفته است.
عمده شغل ساكنان نازک كشاورزی و دامداری و خدماتی و تجاری است.